# Хевелинг, Ансгар
Ансгар Хевелинг (Ansgar Heveling, род. 3 июля 1972 в Рейдте) является немецким политиком (ХДС) из Коршенбройха, Северный Рейн-Вестфалия. С октября 2009 Хевелинг — депутат германского Бундестага.

## Биография
Хевелинг посещал католическую начальную школу в Коршенбройхе и в 1992 году сдал экзамен на аттестат зрелости в классический гуманитарный колледж в Мёнхенгладбахе. Во время прохождения военной службы в Брауншвейге он получил почетную медаль Бундесвера. По окончании службы Хевелинг изучал право и административные науки в Рейнском Фридрих-Вильгельм-Университете в Бонне и в Немецком университете в Шпейере. С 2001 по 2002 год он работал юристом в юридической фирме в Коршенбройхе.
Хевелинг вступил в ХДС в 1991 году. С 1992 года он является членом городского совета Коршенбройха и местного отделения ХДС Коршенбройха и Пеша, с 2000 года он становится председателем городского совета. С 1997 года он является членом Совета округа Нойс, и с 2011 года заместителем председателя округа. С 2006 по 2011 год Хевелинг был казначеем ХДС в округе Рейн-Нойс. В период с 1999 по 2009 год он является членом городского совета Коршенбройха, с 2002 по 2009 год — председателем фракции ХДС.
В период с 2003 по 2005 год он был референтом фракции ХДС по транспортной политике в парламенте земли Северный Рейн-Вестфалия. С 2005 по 2009 год он был референтом и заместителем начальника офиса Хельмута Линссена, министра финансов земли Северный Рейн-Вестфалия. На парламентских выборах 2009 года он представлял избирательный округ Крефельд I-Нойс II и выиграл прямой мандат, набрав 42,3 % в ходе первичного голосования. Таким образом, с октября 2009 он становится депутатом Бундестага Германии. В 2013 году он был переизбран, как прямой кандидат в Бундестаг, получив 49,1 % голосов.
В конце января 2012 года Хевелинг был одним из подписавших письмо поддержки неудавшегося законопроекта США Стоп интернет-пиратство (SOPA).
Хевелинг является членом парламентской группы Бундестага Германии в Европейском Союзе и юридического комитета Бундестага Германии. Он также входит в состав комиссии по веб-запросам и цифрового общества.